# Aphantophryne
Aphantophryne é um gênero de anfíbios da família Microhylidae.

## espécies
As seguintes espécies são reconhecidas:
- Aphantophryne minuta Zweifel & Parker, 1989
- Aphantophryne nana (Brown and Alcala, 1967)
- Aphantophryne pansa Fry, 1917
- Aphantophryne parkeri (Loveridge, 1955)
- Aphantophryne sabini Zweifel & Parker, 1989